# Jeff Van Note
Jeffrey Aloysius Van Note (* 7. Februar 1946 in South Orange, New Jersey) ist ein ehemaliger US-amerikanischer American-Football-Spieler auf der Position des Centers. Er spielte seine gesamte 18-jährige Karriere bei den Atlanta Falcons in der National Football League.

## Frühe Jahre
Van Note spielte College Football bei Footballmannschaft der University of Kentucky. Er wurde auf der Position des Runningbacks und Defensive Ends eingesetzt.

## NFL
Van Note wurde im NFL-Draft 1969 in der elften Runde als 269. Spieler ausgewählt. In seiner ersten Saison spielte er in der American Football Minor League für die Alabama Hawks. Der Trainer der Atlanta Falcons, Norm Van Brocklin, trainierte Van Note zum Center um. Obwohl er auf der Position absolut keine Erfahrung hatte, wurde zu einem der besten Center in der bisherigen NFL-Geschichte. Er wurde fünfmal in den Pro Bowl gewählt (1974, 1975, 1980, 1981, 1982). Er spielte 18 Jahre in Atlanta und bestritt dabei 246 Spiele, 226 als Starter. Damit bestritt er die zweitmeisten Spiele für dieses Franchise, nach Mike Kenn. Zum 25-jährigen bestehen der Atlanta Falcons wurde er von den Fans zum Lieblingsspieler der Franchise-Geschichte gewählt.

## Nach der Profikarriere
Van Note fungierte nach seiner Karriere als Co-Kommentator, bei Spielen von den Atlanta Falcons und von der College-Footballmannschaft der University of Kentucky, später auch bei den Tennessee Oilers. Außerdem war er Sportmoderator bei einem lokalen Radiosender in Atlanta, Georgia. 2003 hatte er vor seine Co-Kommentatorkarriere zu beenden, 2004 jedoch kommentierte er erneut Spiele der College-Footballteams des Georgia Institute of Technology. Dies macht er bis heute.
Am 1. Oktober 2006 wurde er in den Atlanta Falcons Ring of Honor aufgenommen.